# Доброводи (Тернопільський район)

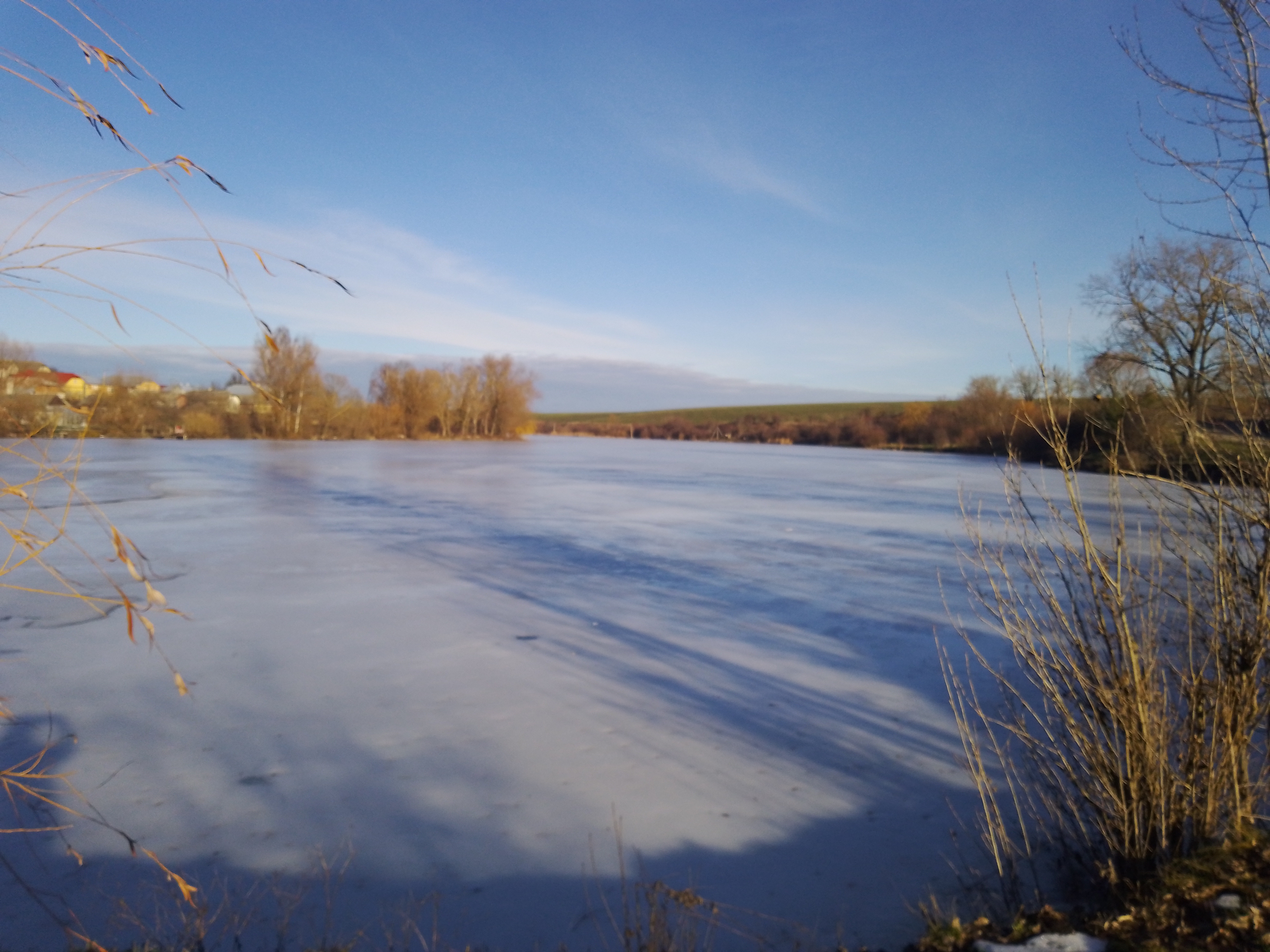
Добривідський став

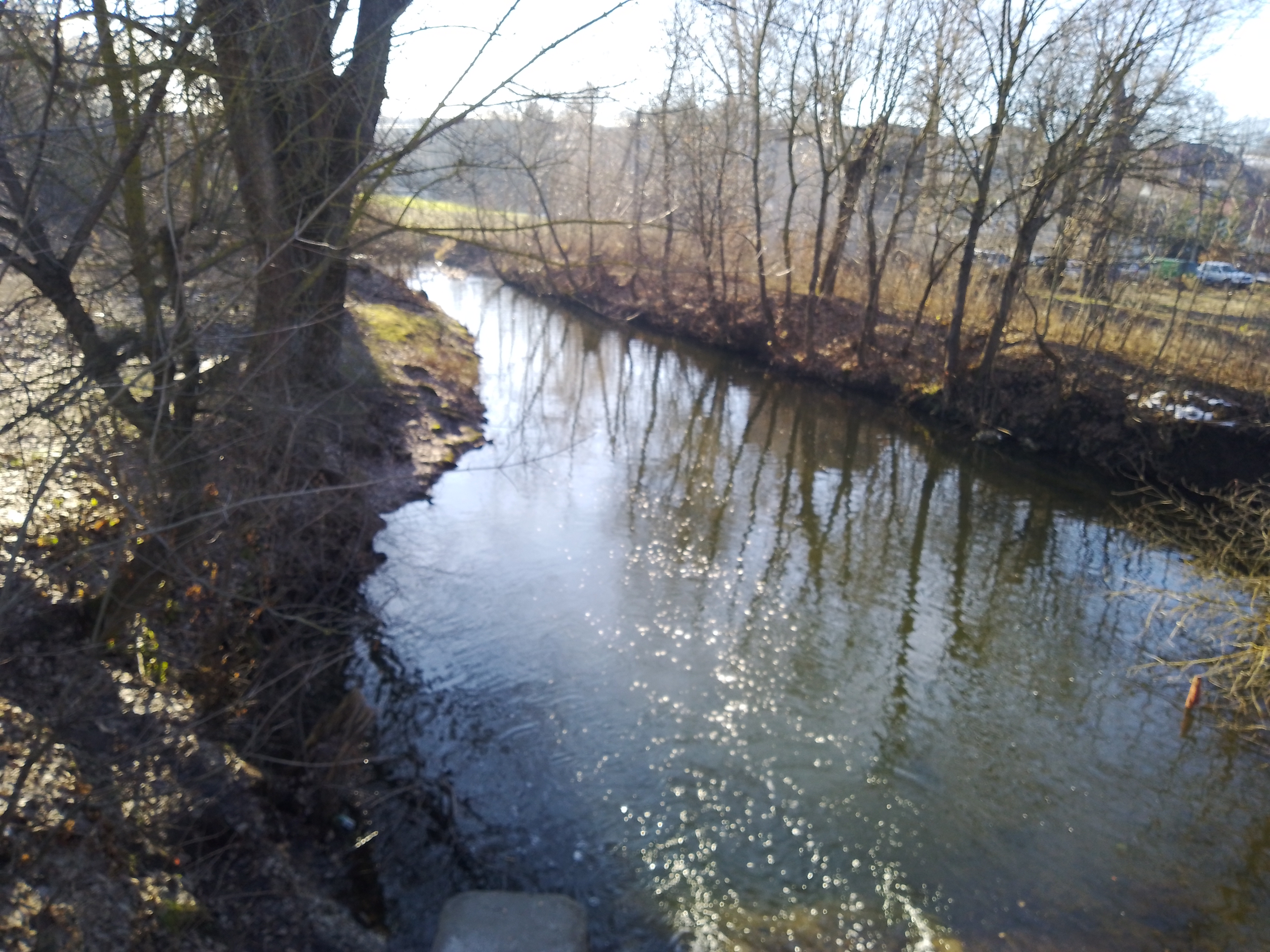
Річка Гніздечна в Добриводах

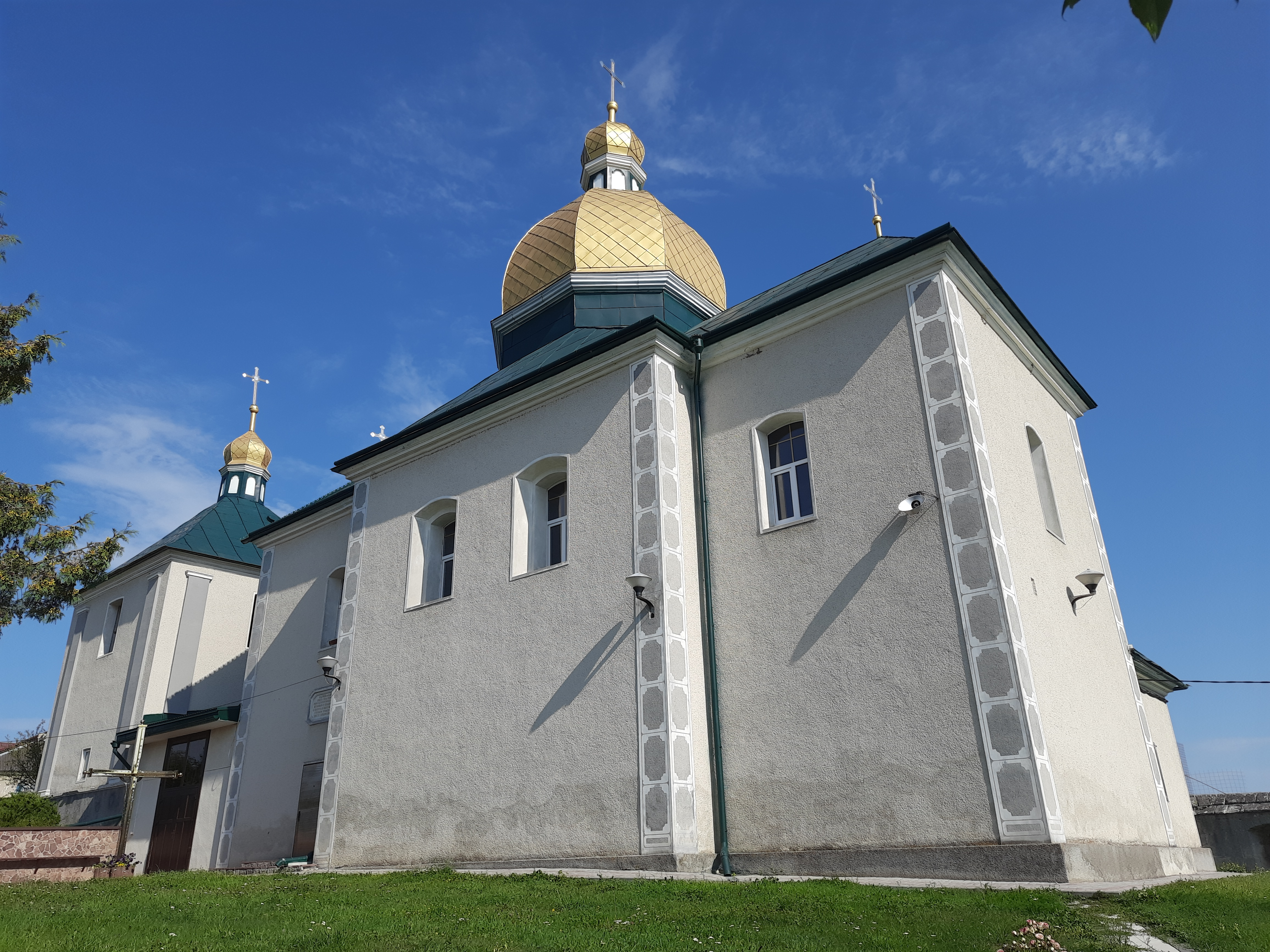
Церква Святої Великомучениці Параскеви П'ятниці

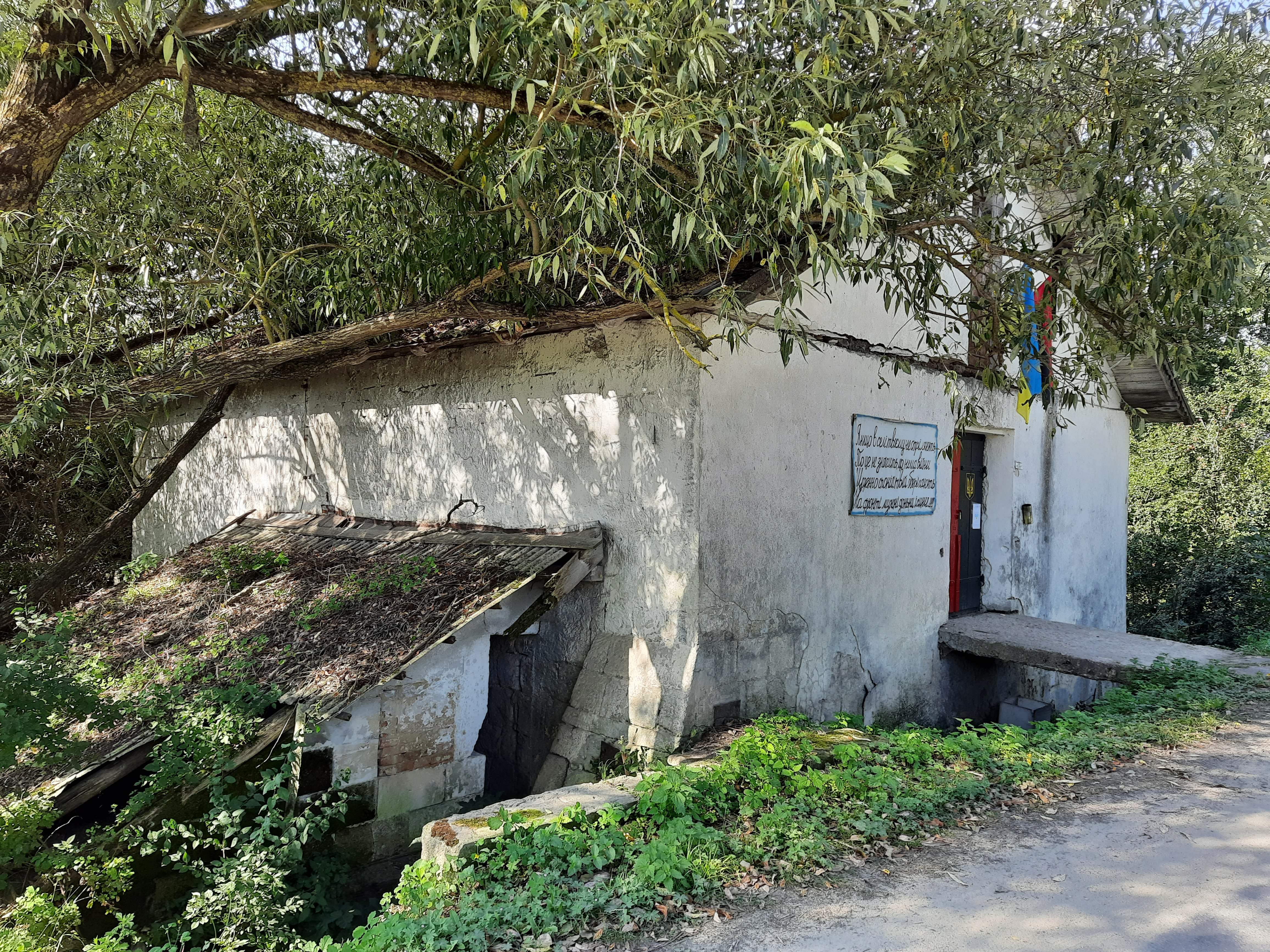
Старий млин

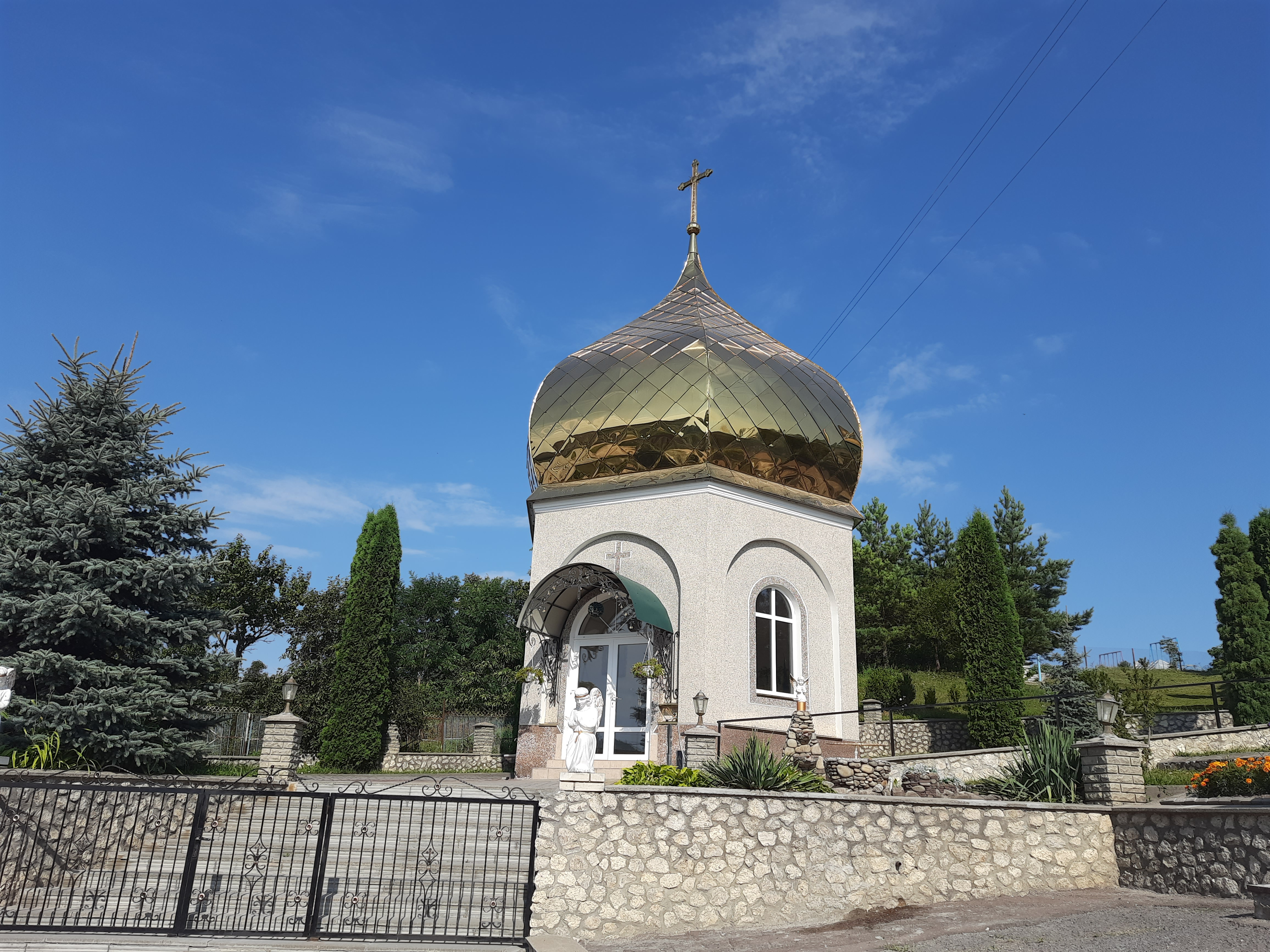
Капличка

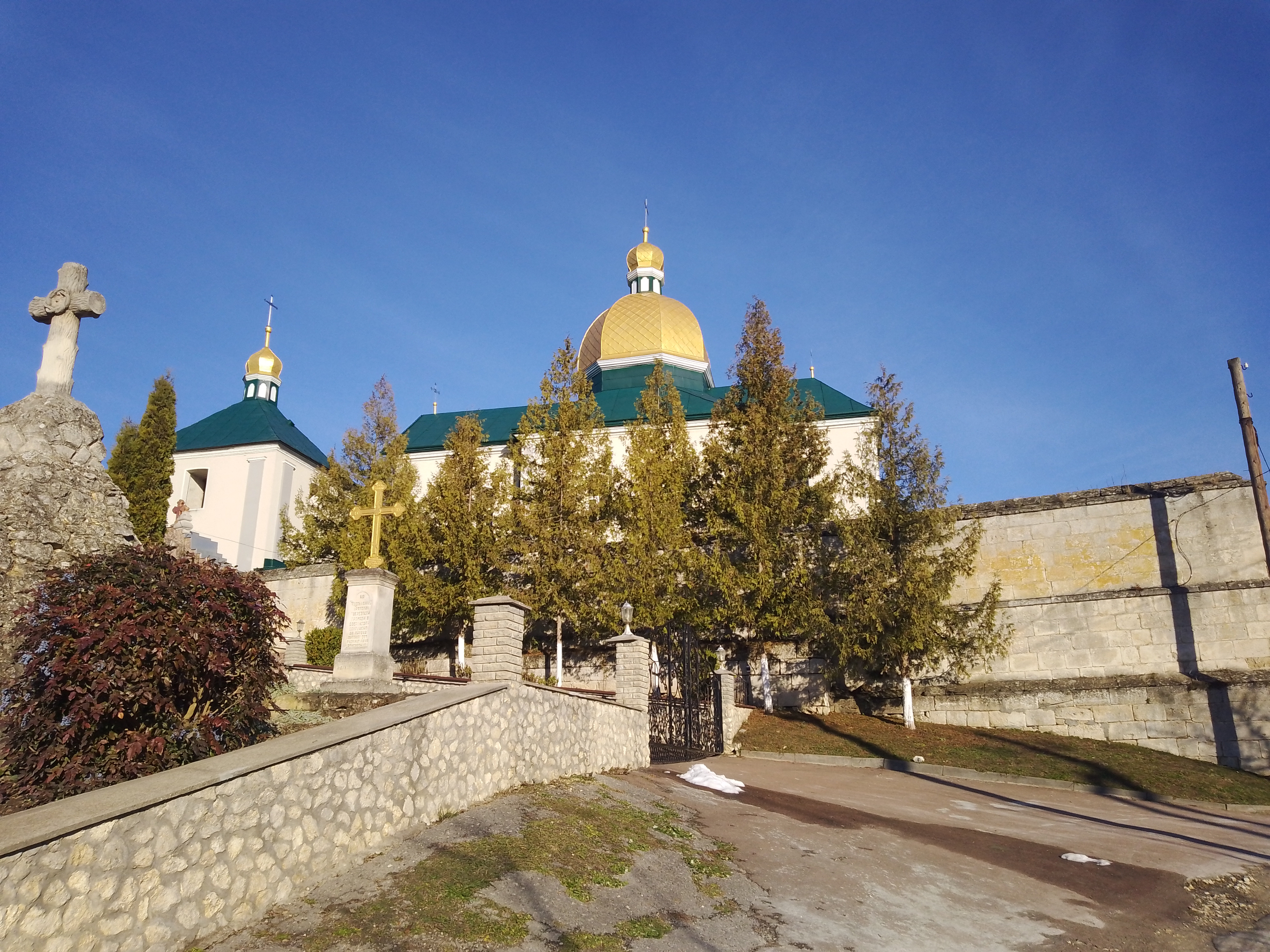
Церква в Добриводах

Доброво́ди — село в Україні, у Збаразькій міській громаді Тернопільського району Тернопільської області. Розташоване на річці Гніздечна, на півночі району. До 2020 адміністративний та культурний центр Доброводівської сільської ради. Населення становить 1713 осіб.

## Географія
На території села Доброводи є геологічний заказник — міоценові відклади — 0,5 га. 
Оголошена рішенням виконавчого комітету Тернопільської обласної ради від 14 березня 1977 року № 131 «Про затвердження реєстру заповідних об’єктів та поліпшення заповідної справи в області».

## Історія
Перша письмова згадка про поселення «Добра-вода» датована 9 липня 1463 року в документі «Про поділ маєтностей князів Збаразьких». Разом із ще 23-ма іншими селами і містечками село відійшло князю Семену, званому пізніше Колоденським.
Адміністративно село належало до Збаразького повіту (Галицьке намісництво).
Від 1903 року в селі активно діяло товариство «Просвіта», що тоді містилося у звичайній сільській хаті Івана Якимовича Залеського. На початку 1930-х років в селі розпочалося будівництво Народного Дому, а 1938 року будівництво завершене й будівлю вліті того ж року був освячений на честь Володимира Великого.
Восени 1935 року силами польської громади села на честь 17-ої річниці «ополчення» Доброводів, на місці, де нині стоїть монумент О. Смакули, був зведений найбільший пам’ятник за всю його багатовікову історію. Кам'яний обеліск висотою 6м 60см на вершині якого красувався орел з розпущеними крилами. На висоті 2м 25см від основи був розміщений барельєф Юзефа Клеменса Пілсудського.
У вересні 1939 року в село прийшла радянська влада. Навесні 1940 року в селі утворено колгосп, котрий очолив Петро Васильович Олійовський. 17 липня 1941 року Добриводи окупували німці. Німецька влада протрималась до 7 березня 1944 року. З поверненням радянської влади в селі відновилося видобування каменю-черепашника. У 1951 році на лівому березі річки Гніздечна встановлено чотири парових котли, що виробляли електроенергію для одинадцяти каменерізальних комбайнів та освітлення села..
Наприкінці 1950-х років розпочалося спорудження будівлі, у якій наказом МВС УПСП № 025 від 22.01.1962 року було організовано промислову виправно-трудову колонію № 63 УВС Тернопільської області. Тут містилося близько 1100 засуджених, що працювали в кар'єрі на базі заводу стіноматеріалів, добували камінь для будівництва приміщень установи, УВС. Згодом виправну колонію реорганізовано і з березня 1964 року у ній відбували покарання засуджені жінки. При установі у 1984 року відкрито міжобласну протитуберкульозну лікарню для засуджених жінок, хворих на туберкульоз. Від 29 листопада 1999 року — Збаразька виправна колонія Тернопільської області, від 27 вересня 2002 року — Збаразька виправна колонія (№ 63) управління Державного департаменту України з питань виконання покарань у Тернопільській області. Підприємство установи спеціалізується на швейному виробництві.. У 1954-1964 роках у селі збудовано 229 хат, сільмаг, продуктовий магазин, книгарню, лазню, буфет, комбінат побутового обслуговування, а у 1963-1964 роках село підключене до Добротвірської ТЕС. У 1971 році у Доброводах відбалася повінь. Стихійне лихо призвело до підтоплення, значного руйнування та пошкодження приватних будинків місцевих мешканців. У 1972 році місцевий колгосп було укрупнено та перейменовано на господарство «Дружба». У лютому 1993 року на базі колгоспу створено селянську спілку «Доброводи»..
12 червня 2020 року, відповідно до Розпорядження Кабінету Міністрів України від  № 724-р «Про визначення адміністративних центрів та затвердження територій територіальних громад Тернопільської області», село увійшло до складу Збаразької міської громади.
19 липня 2020 року, в результаті адміністративно-територіальної реформи та ліквідації Збаразького району, село увійшло до складу новоутвореного Тернопільського району.
24 лютого 2022 року почалась війна з Росією.
15 серпня 2024 року у День села тюремник під дією наркотиків застрелив місцевих мешканок Марію Малишевську та Ольгу Зремяк. 

## Пам'ятки
- У селі є церква святої великомучениці Параскеви П'ятниці, споруджена та належить парафії святої великомучениці Параскеви УПЦ КП. Парохом храму є о. Володимир Борис[8], пам'ятка архітектури — млин. Обидві пам'ятки були споруджені 1794 р. за сприяння місцевого дідича Вінцента Покутинського[3].
- Геологічна пам'ятка природи місцевого значення Міоценові відклади в Добриводах.

## Пам'ятники
У селі є такі пам'ятники та пам'ятні знаки:

Пам'ятник Тарасові Шевченку

- пам'ятник Тарасу Григоровичу Шевченку (1964, скульптор Яків Чайка).
- пам'ятник воїнам-односельцям, які полягли у німецько-радянській війні 1941—1945 років (1967, скульптор Яків Чайка).
- пам'ятник Олександру Смакулі (2000, скульптор І. Маляр).
- пам'ятний знак «Хрест Свободи», був встановлений у 1848 році, на честь скасування панщини в Галичині.
- пам'ятний знак тверезості (1897).
- пам'ятний знак Борцям за Волю України.
- насипана козацька могила.

У селі є також дві меморіальні таблиці:
- Осипові Роздольському (1972).
- Олександрові Смакулі (1999, скульптор Я. Пиріжок).

Пам'ятник Тарасові Шевченку
Пам'ятка монументального мистецтва місцевого значення. Встановлений 1964 року. Скульптор — Одренсов. Бетонне погруддя висотою 0,8 м на камінному постаменті висотою 2,9 м.

## Соціальна сфера
У селі діють загальноосвітня школа I—III ступенів, Доброводівський районний комунальний технічний ліцей імені О. Смакули, бібліотека, ФАП, будинок культури, відділ зв'язку.

## Промисловість
У селі працюють Збаразький ВК-63, ТОВ «Згода», ВП «Каштан».

## Відомі люди

### Народилися
- Г. Алиськевич та Є. Алиськевич — священики.
- Іван Бабій (1896—1973) — перший дослідник історії села[11].
- А. Барановський — скульптор.
- Антін Залеський (1936—1989) — філолог.
- Микола Лагодинський (1866.—1919) — громадсько-політичний діяч, доктор права, делегат УНРади ЗУНР у 1918—1919 років.
- Мирослав Ліщинський (11.02. 1919—1977) — член похідної групи ОУН, 1941-44 голова міської управи Проскурова та редактор газети «Український голос», кооперативний діяч в Австралії.
- Максимчук Володимир Михайлович (1947—1994) — генерал-майор внутрішньої служби РФ, ліквідатор наслідків аварії на ЧАЕС, перший Герой Росії серед пожежників. Помер у Москві.
- Андрій Музичка (1886—1966) — філолог, професор Одеського інституту народної освіти, дослідник нової української літератури.
- Марія Назар (нар. 1956) — український поет, педагог, краєзнавець, публіцист.
- Петро Олійник — теолог, журналіст, член Культурної Референтури ОУН, кореспондент газети «Волинь», «Українське слово». Розстріляний у Бабиному Яру у грудні 1943 року[12].
- Андрій Пишний — український політик, кандидат юридичних наук, з грудня 2012 року Народний депутат України, перший заступник голови парламентського комітету з питань регламенту.
- Осип Роздольський (1872—1945) — фольклорист.
- Олександр Смакула (1900—1983) — український фізик.
- Андрій Цвях — український вчений у галузі медицини.

### Відвідували
- письменники: Іван Драч, Роман Іваничук, Дмитро Павличко, Борис Харчук;
- художники: А. Красницький.